# Cerkiew Narodzenia Bogurodzicy w Ropkach
Cerkiew Narodzenia Bogurodzicy w Ropkach – cerkiew greckokatolicka, wzniesiona w 1801 w Ropkach. Od 2001 w Muzeum Budownictwa Ludowego w Sanoku.
To jedna z piękniejszych cerkwi łemkowskich.

## Historia
Wybudowana w 1801. W 1891 Antoni, Michał i Zygmunt Bogdańscy z Jaślisk wykonali polichromię. Są też autorami ikonostasu. Po wojnie i wysiedleniu Łemków wieś długo była bezludna. Cerkiew w latach 1947–1978 stała nieczynna kultowo. W 1978 rozebrana i złożona w magazynach Muzeum Budownictwa Ludowego w Sanoku. Zrekonstruowana w sektorze łemkowskim muzeum jesienią 2001. W latach 2002–2006 przeprowadzono kompleksową konserwację polichromii.

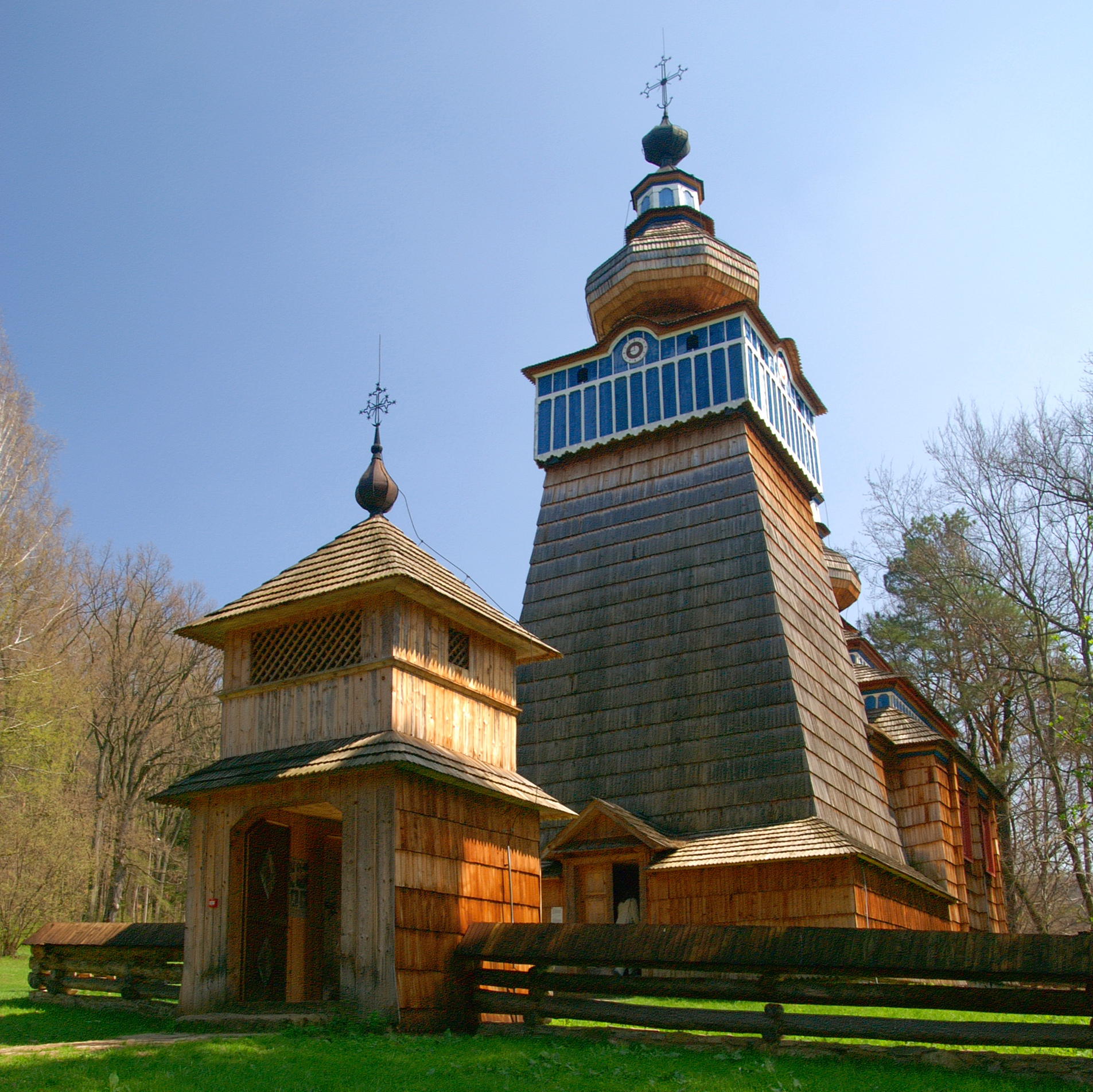
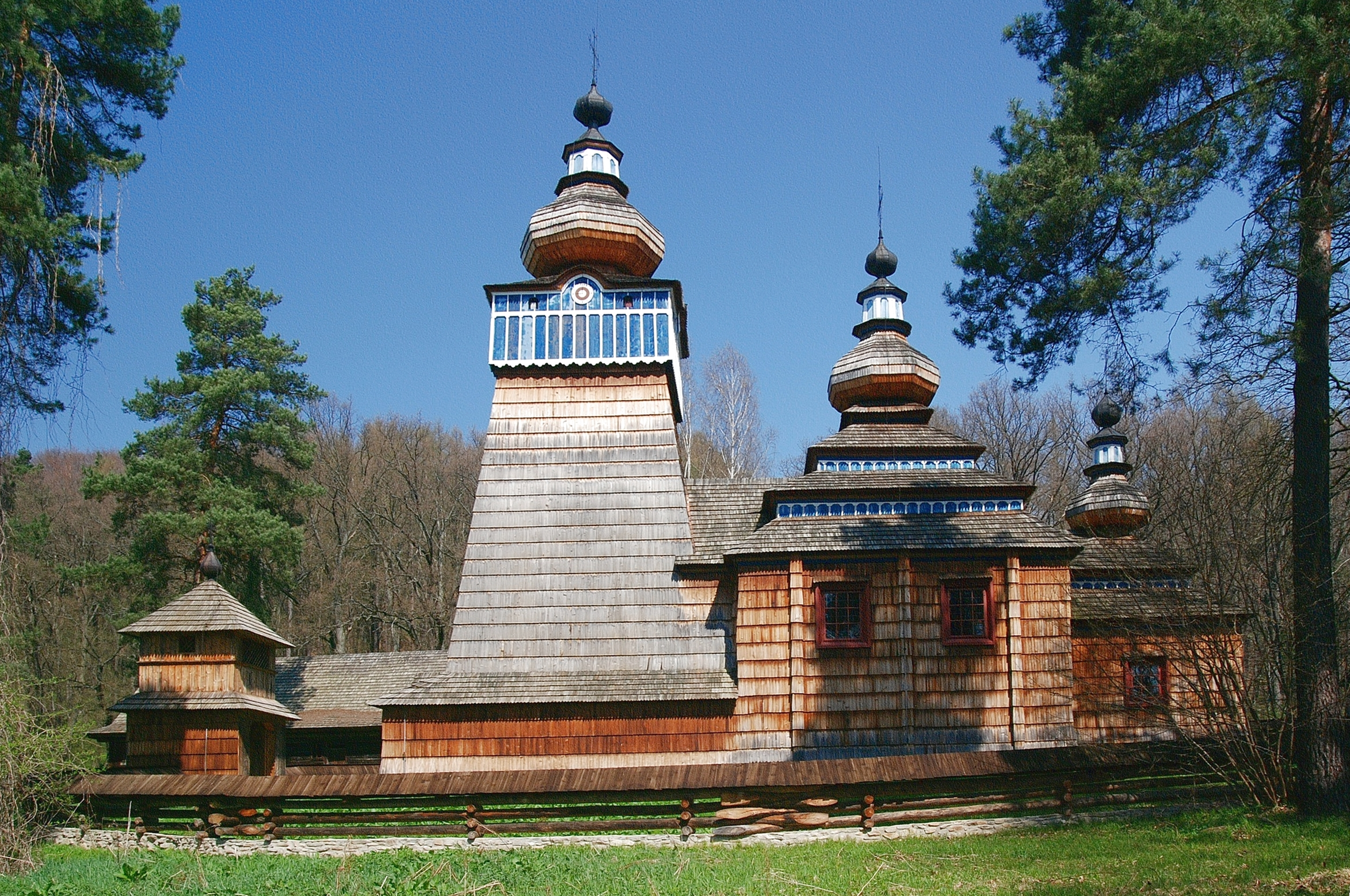
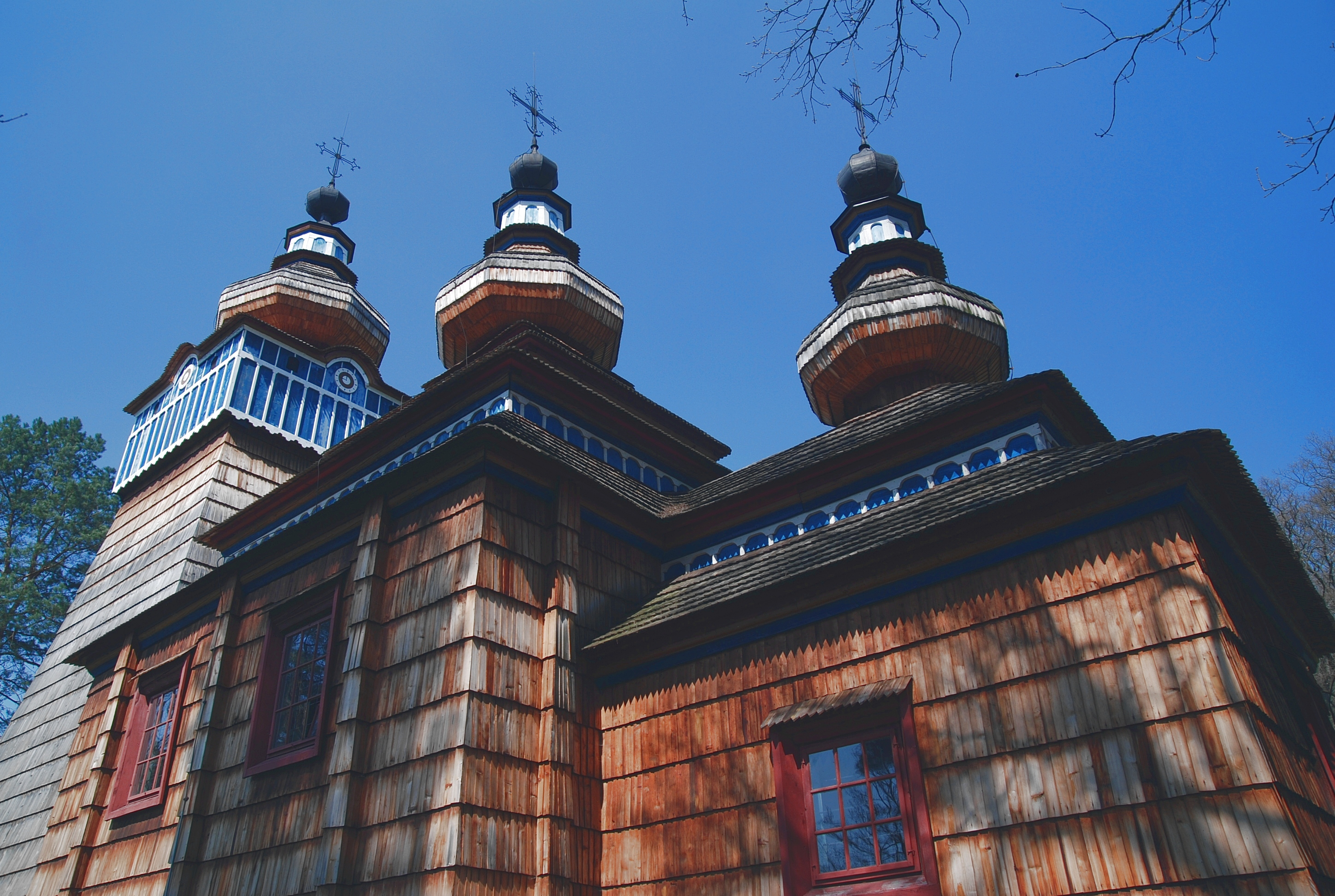

## Architektura i wyposażenie
Jest to budowla drewniana konstrukcji zrębowej, trójdzielna, orientowana. Prezbiterium mniejsze od nawy, zamknięte prostokątnie. Wieża konstrukcji słupowej o ścianach zwężających się ku górze otacza słupami babiniec. Bryła zewnętrzna o widocznym stopniowaniu wysokości poszczególnych członów świątyni. Każdy z jej elementów akcentowany baniastymi kopułami, wieńczonymi pozornymi latarniami. Nad nawą i sanktuarium uskokowe dachy namiotowe zdobione arkadowymi fryzami. Błękitno-biała polichromia izbicy, latarni i gzymsów między dachami pokrytymi gontem. Na każdej ze ścian izbicy namalowano tarcze zegarowe.
We wnętrzu architektoniczny czterostrefowy ikonostas oraz polichromia iluzjonistyczna pokrywająca ściany, stropy i elementy konstrukcyjne wszystkich pomieszczeń. Program ikonograficzny figuralno-ornamentacyjnej polichromii utrzymanej w stylu klasycystycznym odpowiada symbolice układu przestrzennego świątyni obrządku wschodniego.

## Wokół cerkwi
Cerkiew otoczona płotem drewnianym z dwukondygnacyjną dzwonnicą nadbramną w kształcie wieży, zwieńczoną gontowym dachem namiotowym z 1904. W przejściu dzwonnicy ustawiono okazały, bogato zdobiony dzwon odkopany na terenie miejscowości Balnica koło Komańczy. W obrębie ogrodzenia zrekonstruowano fragment cmentarza przycerkiewnego.